# Magister Theologiae
Magister Theologiae, kurz: Mag. theol., ist der akademische Grad, mit dem das grundständige Vollstudium der katholischen und evangelischen Theologie an deutschen und österreichischen Universitäten, Kirchlichen sowie Philosophisch-Theologischen Hochschulen im Rahmen des Bologna-Prozesses regulär abschließt.

## Situation in Deutschland

### Eckpunkte-Beschluss der Kultusministerkonferenz
Im Zuge der Reformen des Hochschulstudiums im Rahmen des Bologna-Prozesses soll der bisherige Diplom-Studiengang der Theologie abgeschafft und das Studium reformiert werden. Im Jahr 2007 hat die Kultusministerkonferenz der Länder in Übereinstimmung mit der Evangelischen Kirche und der Deutschen Bischofskonferenz einen entsprechenden Beschluss gefasst.
Demnach wird es weiterhin ein grundständiges Theologisches Vollstudium von fünf Jahren Dauer geben. Dieses schließt mit dem Abschluss Magister Theologiae ab und wird in Modulen strukturiert stattfinden. Die Studienleistungen werden nach dem European Credit Transfer System (ECTS) bewertet.
Die Hochschulen haben zwar die Möglichkeit, nach Bedarf und Möglichkeit andere theologische Studiengänge in konsekutiver Form mit Bachelor- und Masterabschlüssen zu schaffen, diese müssen aber die Ländergemeinsamen Strukturvorgaben für die Akkreditierung von Bachelor- und Masterstudiengängen erfüllen, die auch für alle anderen Bachelor- und Masterstudiengänge gelten. Diese Vorgaben schließen jedoch beispielsweise grundständige Masterstudiengänge aus.
Für Bachelor- und Masterstudiengänge, mit denen die Voraussetzungen für ein Lehramt in Evangelischer oder Katholischer Religion vermittelt werden, gelten ebenfalls die genannten Strukturvorgaben, die besondere Vorgaben machen. Für diese Studiengänge werden die Abschlussbezeichnungen Bachelor of Education (B.Ed.) bzw. Master of Education (M.Ed.) vergeben.
Für Mitarbeiter im praktischen kirchlichen Bereich soll grundsätzlich das grundständige Vollstudium erhalten bleiben, was mit dem Magister Theologiae der Fall ist.

### Abgrenzung
Der grundständige fünfjährige Magister Theologiae ist kein Masterabschluss, aber diesem gleichwertig wie der frühere Magister-Abschluss und das universitäre Diplom. Ein Masterabschluss wird nach § 19 Hochschulrahmengesetz (HRG) nur aufgrund eines weiteren berufsqualifizierenden Hochschulabschlusses verliehen. Entsprechend den Strukturvorgaben (5.2) gilt: „Ausgeschlossen sind somit grundständige Studiengänge, die nach vier oder fünf Jahren unmittelbar zu einem Masterabschluss führen.“

### Umsetzung
Die Katholische Universität Eichstätt-Ingolstadt hat zum Wintersemester 2007/2008 als erste Universität das Theologiestudium modularisiert und nach den Maßgaben des Eckpunkte-Beschusses neu gestaltet, allerdings die Bezeichnung „Diplom“ beibehalten. Daneben hat die Evangelisch-Theologische Fakultät der Ruhr-Universität Bochum ihren Studiengang ebenfalls umgestellt und ebenfalls die Bezeichnung als Diplom erhalten. Die Katholisch-Theologisch Fakultät der Albert-Ludwigs-Universität Freiburg hat die neue Studienstruktur einschließlich der Bezeichnung als „Magister Theologiae“ umgesetzt. Auch an der Katholisch-Theologischen Fakultät der Universität Bonn ist das Studium inzwischen auf den neuen Magisterstudiengang umgestellt worden. An der Universität Münster ist seit 2008 sowohl das Studium der evangelischen als auch der katholischen Theologie auf den neuen Magister Theologiae umgestellt. Die Theologische Fakultät Trier plant, den Magisterstudiengang zum Wintersemester 2008/2009 einzuführen, die Theologische Fakultät Fulda zum Wintersemester 2010/2011.
Generell ist festzustellen, dass viele theologische Vollstudiengänge modularisiert und umstrukturiert werden, aber die Bezeichnung des Abschlusses als Diplom erhalten bleibt.
Bemerkenswert ist, dass viele Theologiestudenten die Modularisierung des Studiums ablehnen und sich dagegen wenden. Außerdem hat der Theologe Marius Reiser inzwischen aus Protest gegen den Bologna-Prozess seine Professur an der Universität Mainz niedergelegt.

## Akkreditierung
Ziel des Akkreditierungsverfahrens ist die auf der Selbstdokumentation der Hochschule und der Vor-Ort-Begehung durch die Gutachtergruppe basierende Bewertung (Evaluation) und Feststellung (Akkreditierung) der Qualität des jeweiligen Studiengangs. Zur Akkreditierung der Studiengänge in katholischer Theologie mit kanonischer Wirkung wurde die Agentur für Qualitätssicherung und Akkreditierung AKAST e. V. gegründet. Die Akkreditierungsentscheidung beruht im Verfahren von AKAST auf transparenten Kriterien, die insbesondere im Leitfaden für die Programmakkreditierung eingesehen werden können. Basis dafür stellen die „Kriterien zur Akkreditierung von Studiengängen“ des Akkreditierungsrates dar.
Der Verein wurde von der Deutschen Bischofskonferenz im Einvernehmen mit dem Heiligen Stuhl als öffentlicher rechtsfähiger Verein kirchlichen Rechts nach cc. 116, 301 § 3 und 312 Codex Iuris Canonici (CIC) errichtet. AKAST stellt eine vom deutschen Akkreditierungsrat anerkannte unabhängige Regionalagentur der vatikanischen Evaluierungseinrichtung Agenzia della Santa Sede per la Valutazione e la Promozione della Qualità delle Facoltà Ecclesiastiche (AVEPRO) dar. Sie dient der Förderung der Katholisch-Theologischen Fakultäten und Ausbildungsstätten und der Qualitätssicherung kanonischer Studiengänge in Deutschland. Hauptwerkzeug dafür ist das Akkreditierungsverfahren, bei dem Studiengänge u. a. auf ihre Zielsetzung, ihre innere Strukturierung und die äußeren Rahmenbedingungen hinterfragt werden. AKAST wurde am 16. September 2008 in Frankfurt Sankt Georgen gegründet. Rechtssitz ist Bonn.
Wichtigste Gremien sind die Mitgliederversammlungen und der Vorstand. Die Mitgliedschaft können Katholisch-Theologische Einrichtungen beantragen, die den Status einer juristischen Person besitzen. Unter Umständen können auch Einzelpersonen als Mitglied aufgenommen werden. Die Vertretung bzw. bei Einzelmitgliedern die Mitgliedschaft bedarf nach fünf Jahren der Erneuerung.
Wichtigste weitere Einrichtung von AKAST ist die Akkreditierungskommission. Die Akkreditierungskommission beschließt die Zusammensetzung der Gutachtergruppen und das Begutachtungsergebnis. Sie tagt zwei Mal im Jahr. Damit ist sichergestellt, dass Akkreditierungsverfahren bei AKAST in einem halben Jahr abgeschlossen sein können.
Informationen über AKAST sowie über den Stand der bisher akkreditierten Studiengänge informiert die Homepage der Agentur.